# WTA do Rio de Janeiro de 2014
O WTA do Rio de Janeiro de 2014, (ou Rio Open de 2014), foi um torneio de tênis profissional disputado em quadras abertas de saibro. Estava em sua primeira edição, e fez parte da temporada do tênis feminino de 2014. Aconteceu na cidade do Rio de Janeiro entre 17 e 23 de fevereiro de 2014.

## Pontos e premiação

### Distribuição de pontos
| Evento  | V   | F   | SF  | QF | Segunda rodada | Primeira rodada | Q  | Q2 | Q1 |
| Simples | 280 | 180 | 110 | 60 | 30             | 1               | 18 | 12 | 1  |
| Duplas  | 280 | 180 | 110 | 60 | 1              | —               | —  | —  | —  |

### Premiação em dinheiro
| Evento  | V          | F          | SF         | QF        | Segunda rodada | Primeira rodada1 | Q2        | Q1      |
| Simples | US$ 43.000 | US$ 21.400 | US$ 11.500 | US$ 6.175 | US$ 3.400      | US$ 2.100        | US$ 1.020 | US$ 600 |
| Duplas* | US$ 12.300 | US$ 6.400  | US$ 3.435  | US$ 1.820 | US$ 960        | —                | —         | —       |

1 O prêmio das vencedoras no qualificatório também inclui o da primeira fase

* por dupla

## Entradas de simples

### Cabeças de chave
| País | Jogadora                   | Ranking1 | Cabeça |
| ---- | -------------------------- | -------- | ------ |
| CZE  | Klára Zakopalová           | 34       | 1      |
| ITA  | Francesca Schiavone        | 43       | 2      |
| ARG  | Paula Ormaechea            | 59       | 3      |
| ROU  | Alexandra Cadanțu          | 60       | 4      |
| JPN  | Kurumi Nara                | 64       | 5      |
| ESP  | María Teresa Torró Flor    | 65       | 6      |
| CZE  | Barbora Záhlavová-Strýcová | 68       | 7      |
| USA  | Vania King                 | 69       | 8      |

- 1Ranking de 10 de fevereiro de 2014.

### Outras entradas
Convidadas:
- Paula Cristina Gonçalves
- Beatriz Haddad Maia
- Laura Pigossi

Classificadas do qualificatório:
- Irina-Camelia Begu
- Nastassja Burnett
- Verónica Cepede Royg
- Nicole Gibbs
- Danka Kovinić
- Alison Van Uytvanck

### Desistências
Antes do torneio
- Virginie Razzano

Durante o torneio
- Lourdes Domínguez Lino (luxação na coxa esquerda)

## Entradas de duplas
| País | Jogadora                   | País    | Jogadora          | Ranking1 | Cabeça |
| ---- | -------------------------- | ------- | ----------------- | -------- | ------ |
| CZE  | Barbora Záhlavová-Strýcová | CZE     | Klára Zakopalová  | 77       | 1      |
| CRO  | Darija Jurak               | SLO     | Andreja Klepač    | 124      | 2      |
| HUN  | Tímea Babos                | AUS     | Jarmila Gajdošová | 135      | 3      |
| UKR  | Irina Buryachok            | Polónia | Katarzyna Piter   | 148      | 4      |

- 1Ranking de 10 de fevereiro de 2014.

### Outras entradas
Convidadas:
- Maria Fernanda Alves /  Beatriz Haddad Maia
- Paula Cristina Gonçalves /  Laura Pigossi

### Desistências
Durante o torneio
- Lourdes Domínguez Lino (luxação na coxa esquerda)

## Campeãs

### Simples
- Kurumi Nara derrotou  Klára Zakopalová por 6–1, 4–6, 6–1

### Duplas
- Irina-Camelia Begu /  María Irigoyen derrotou  Johanna Larsson /  Chanelle Scheepers por 6–2, 6–0